# Seznam hokejistů draftovaných týmem Columbus Blue Jackets

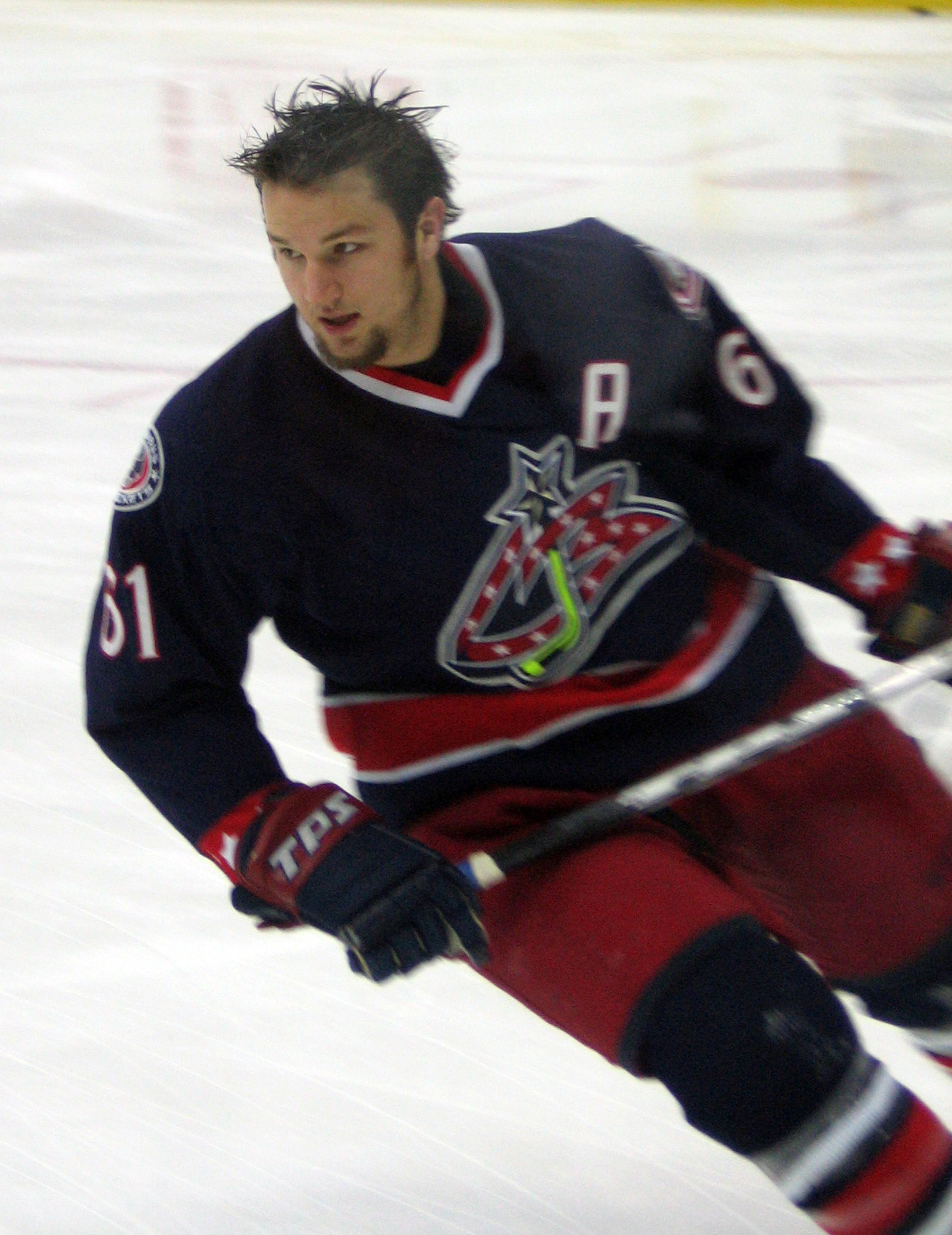
Rick Nash je jediným hráčem, který byl draftován z 1. místa v roce 2002.

Toto je kompletní seznam hokejistů, kteří byli draftováni v NHL do týmu Columbus Blue Jackets. Zahrnuje každého hráče, který byl draftován, bez ohledu na to, zda hrál za tým.

## Draft 1. kola

### Historie prvního kola
| † | Hráč který byl vybrán do hokejové síně slávy | Hráč který byl vybrán do hokejové síně slávy | Hráč který byl vybrán do hokejové síně slávy |
| * | Draftován z 1. místa                         | Draftován z 1. místa                         | Draftován z 1. místa                         |
| ≠ | Hráč který neodehrál žádný zápas v NHL       | Hráč který neodehrál žádný zápas v NHL       | Hráč který neodehrál žádný zápas v NHL       |

| Rok  | Místo | Hráč             | Pozice       | Stát   | Předchozí tým (liga)             |
| ---- | ----- | ---------------- | ------------ | ------ | -------------------------------- |
| 2000 | 4     | Rostislav Klesla | Obránce      | Česko  | Brampton Battalion (OHL)         |
| 2001 | 8     | Pascal Leclaire  | Brankář      | Kanada | Halifax Mooseheads (QMJHL)       |
| 2002 | 1*    | Rick Nash        | Levé křídlo  | Kanada | London Knights (OHL)             |
| 2003 | 4     | Nikolaj Žerděv   | Pravé křídlo | Rusko  | HC CSKA Moskva (RSL)             |
| 2004 | 8     | Alexandre Picard | Levé křídlo  | Kanada | Lewiston Maineiacs (QMJHL)       |
| 2005 | 6     | Gilbert Brulé    | Centr        | Kanada | Vancouver Giants (WHL)           |
| 2006 | 6     | Derick Brassard  | Centr        | Kanada | Drummondville Voltigeurs (QMJHL) |
| 2007 | 7     | Jakub Voráček    | Pravé křídlo | Česko  | Halifax Mooseheads (QMJHL)       |
| 2008 | 6     | Nikita Filatov   | Levé křídlo  | Rusko  | HC CSKA Moskva (RSL)             |
| 2009 | 21    | John Moore       | Obránce      | USA    | Chicago Steel (USHL)             |
| 2010 | 4     | Ryan Johansen    | Centr        | Kanada | Portland Winterhawks (WHL)       |
| 2011 | Nikdo | Nikdo            | Nikdo        | Nikdo  | Nikdo                            |
| 2012 | 2     | Ryan Murray≠     | Obránce      | Kanada | Everett Silvertips (WHL)         |

### Celkový výběr

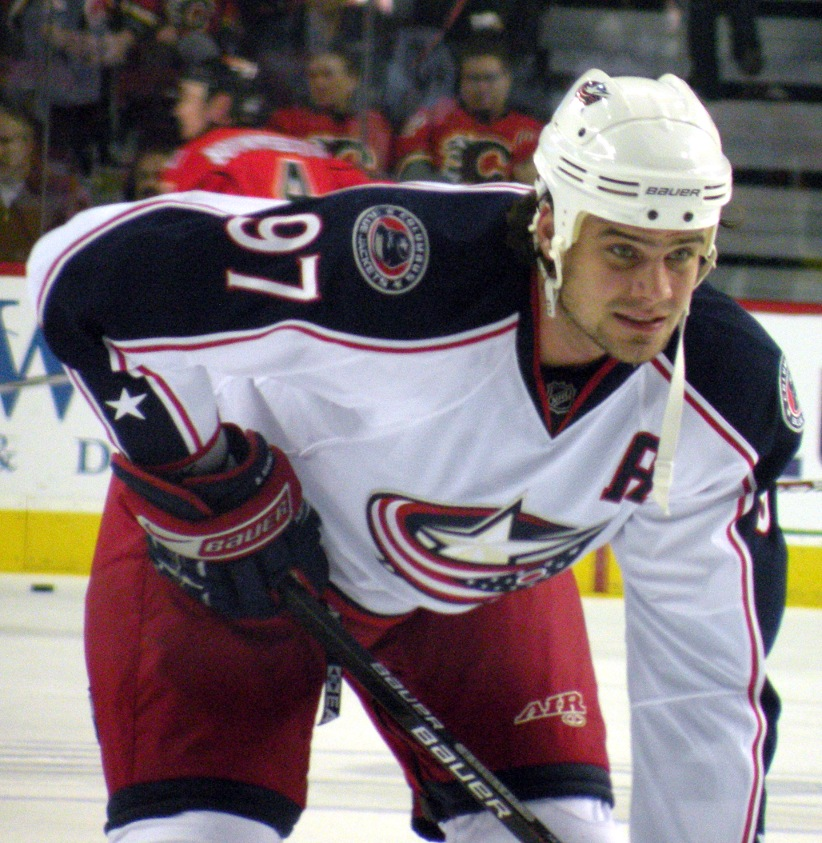
Rostislav Klesla byl draftován ze 4. místa v roce 2000.

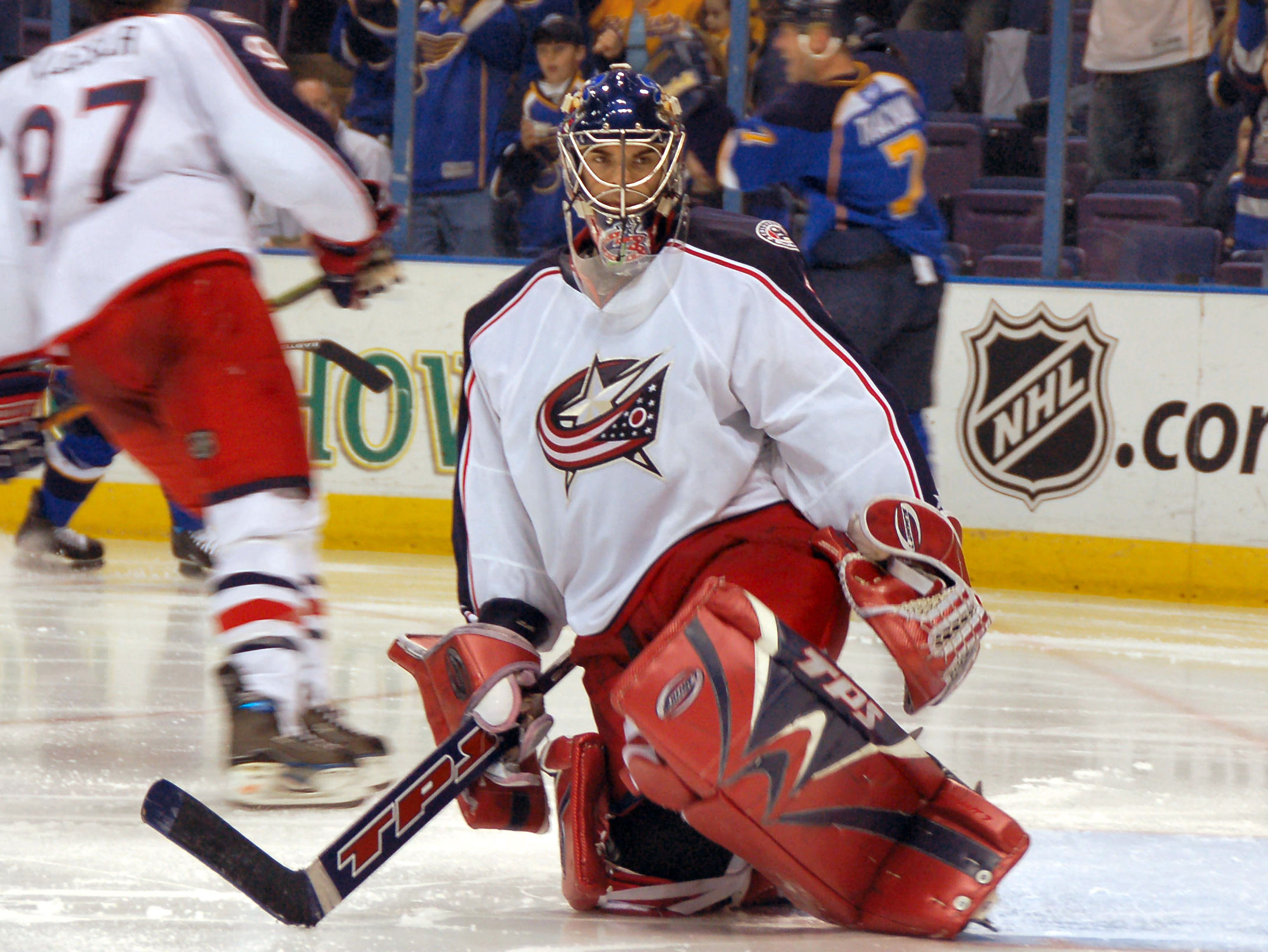
Pascal Leclaire byl draftován z 8. místa v roce 2001.

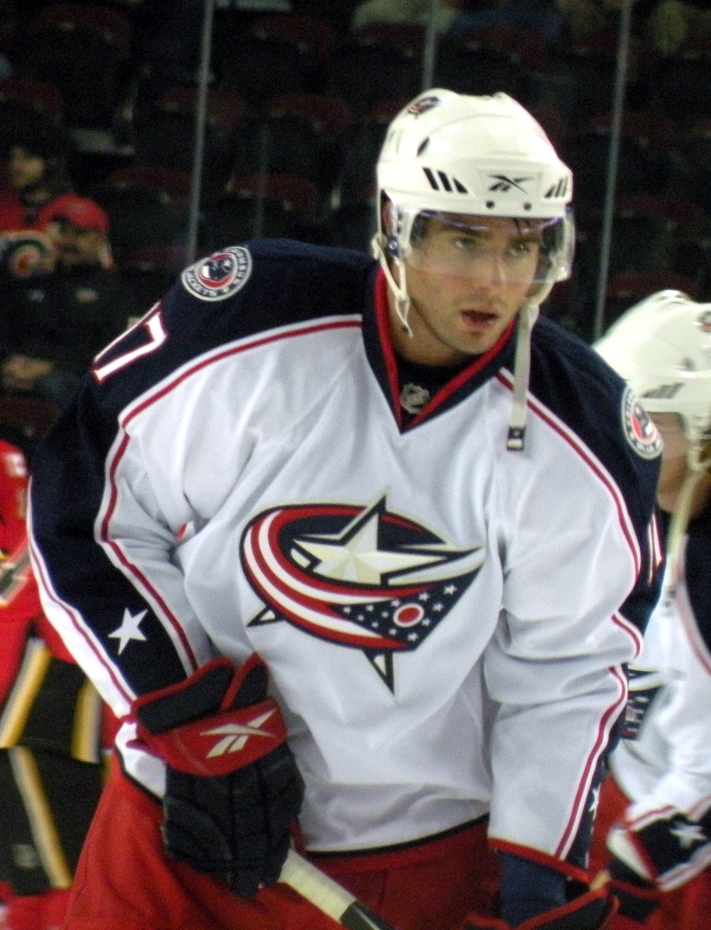
Andrew Murray byl draftován z 242. místa v roce 2001.

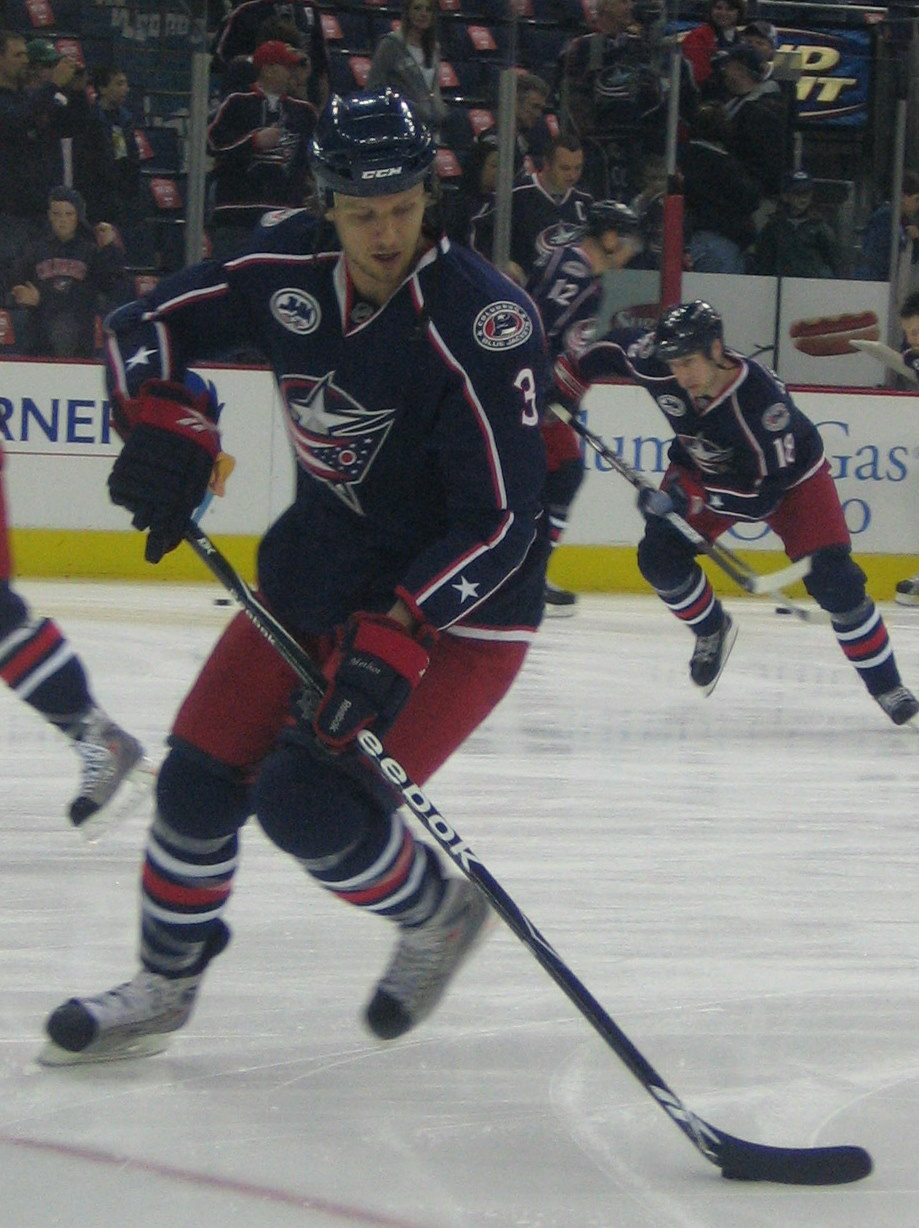
Marc Methot byl draftován ze 168. místa v roce 2003.

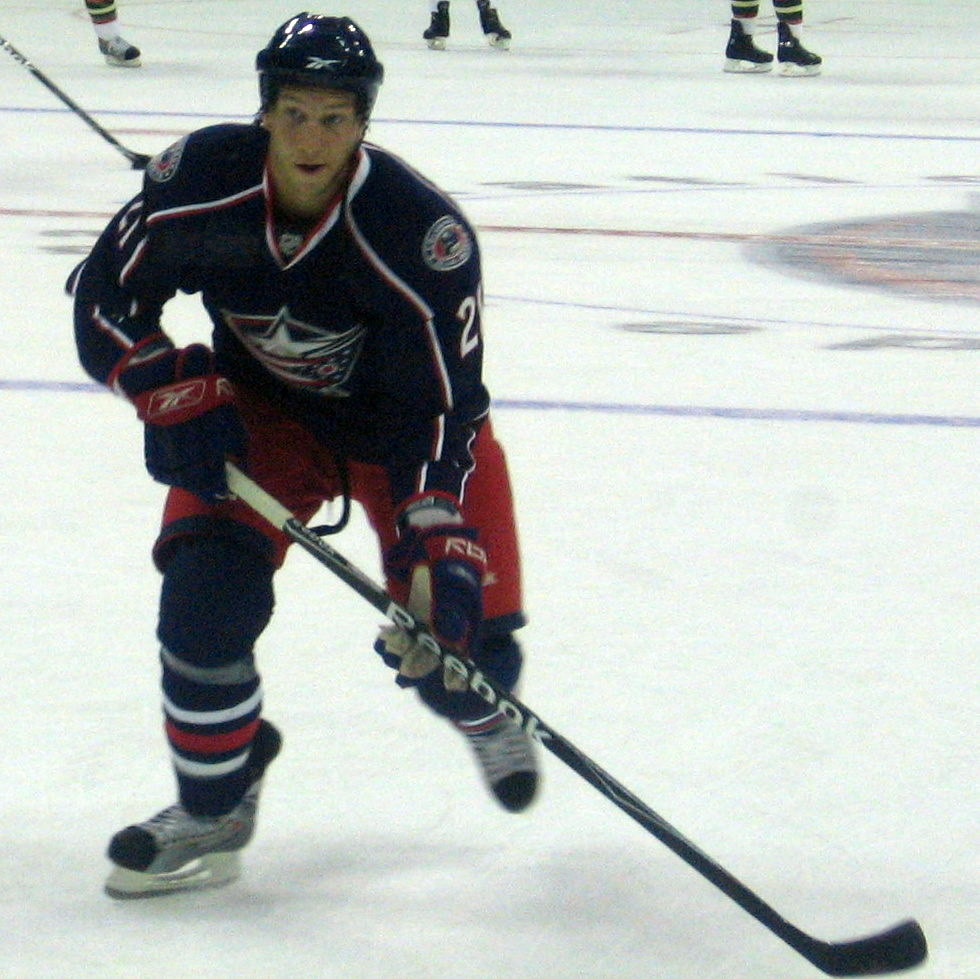
Alexandre Picard byl draftován z 8. místa v roce 2004.

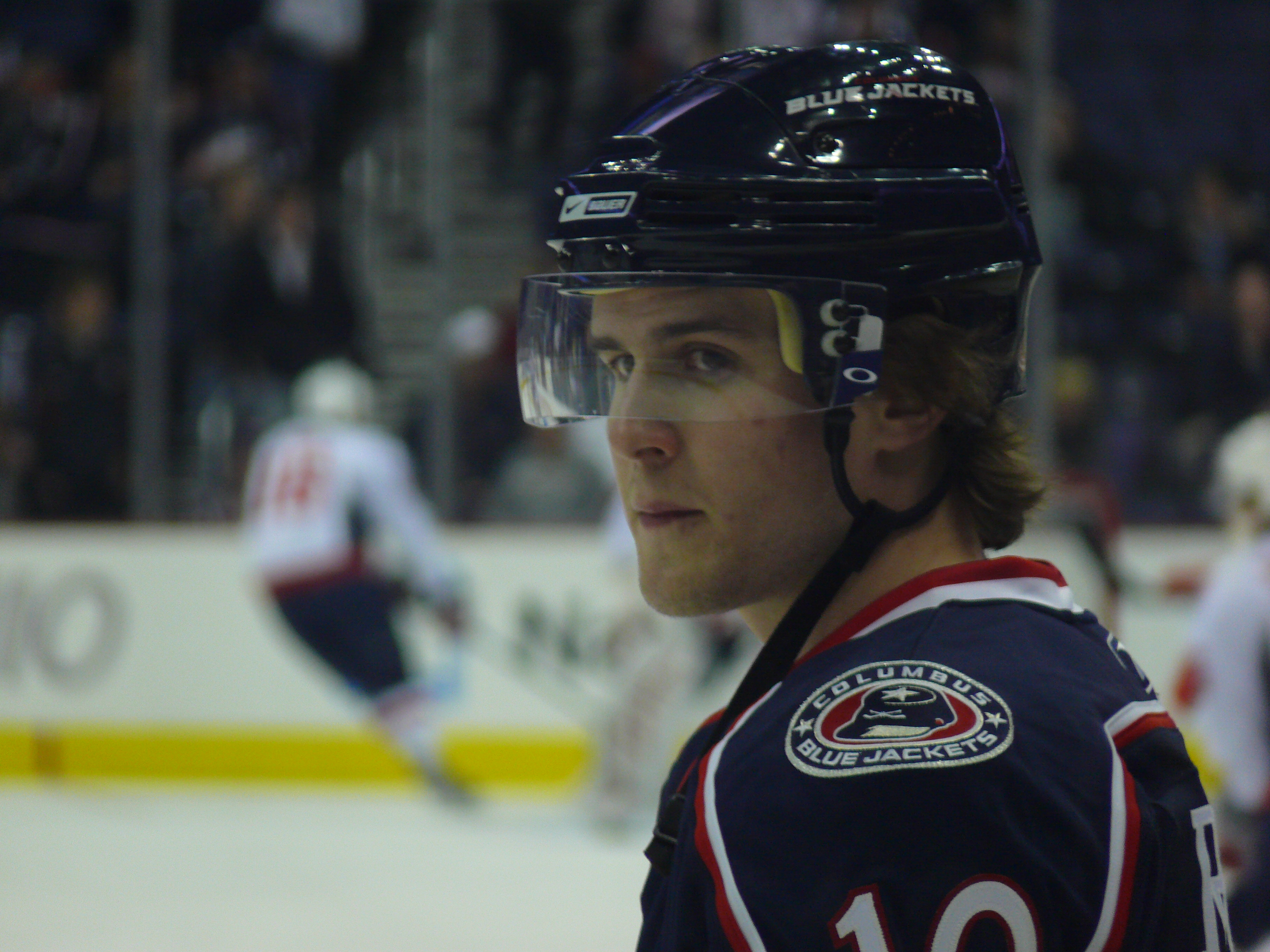
Kris Russell byl draftován z 67. místa v roce 2005.

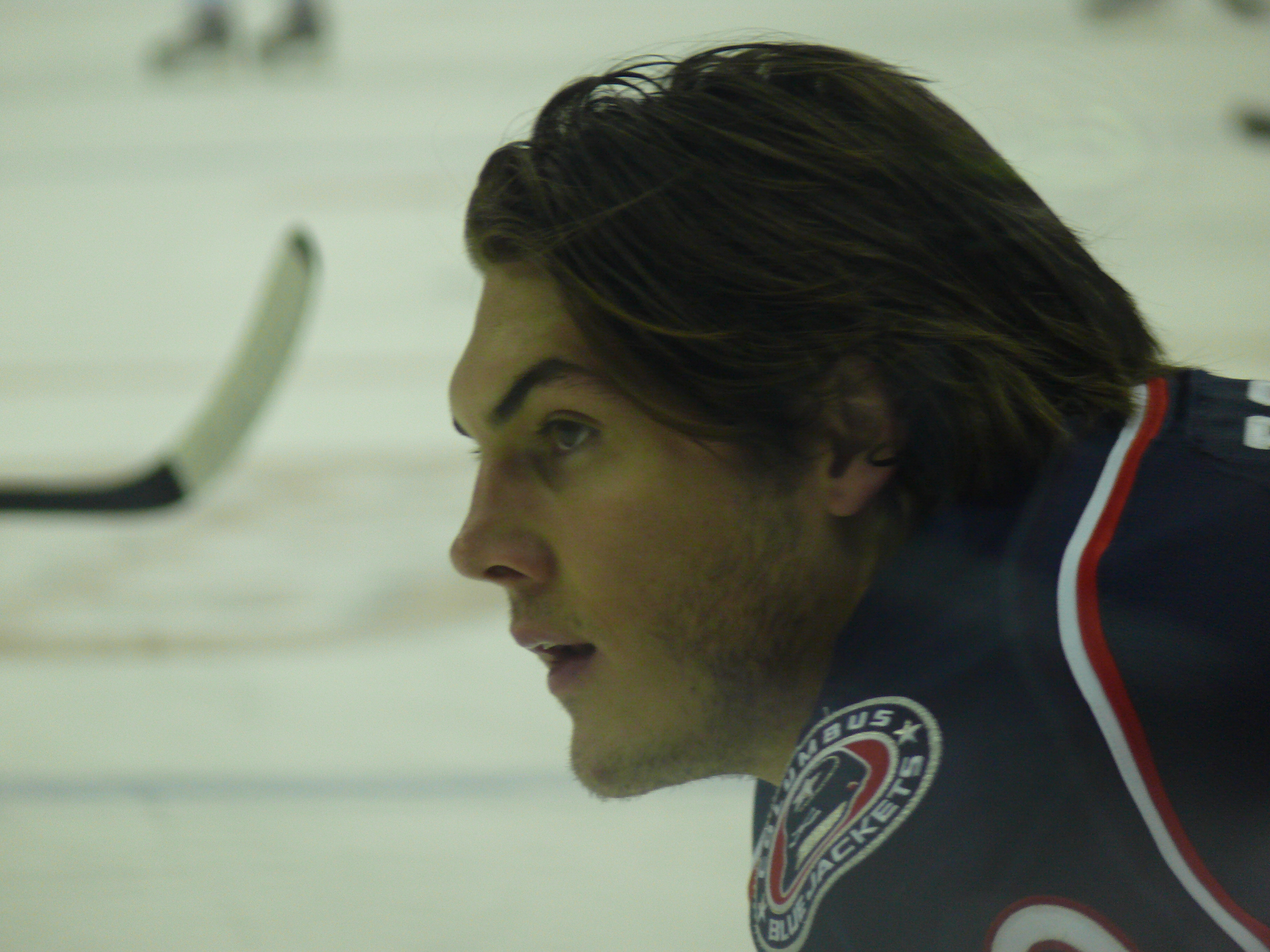
Jared Boll byl draftován ze 101. místa v roce 2005.

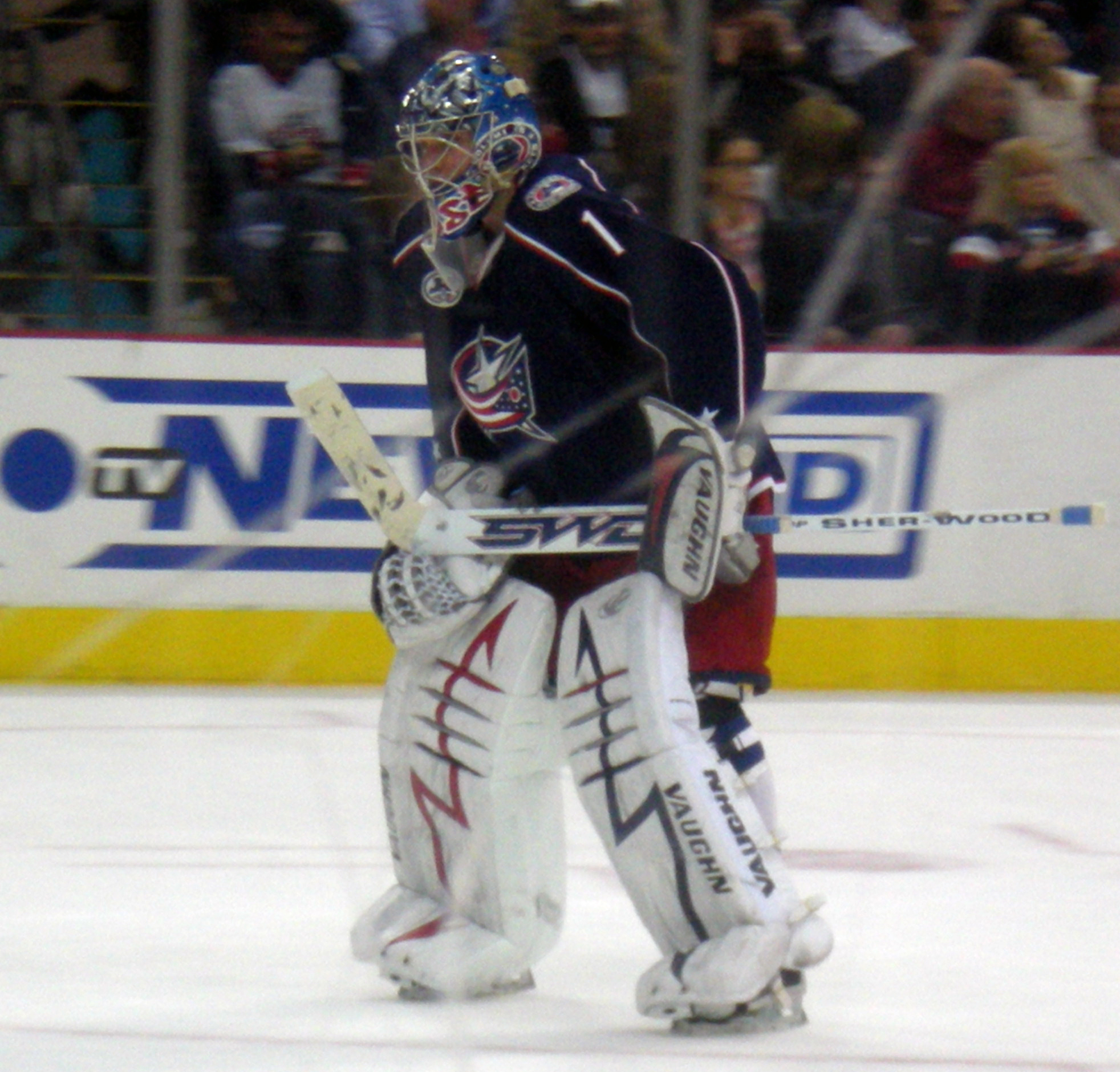
Steve Mason byl draftován z 69. místa v roce 2006.

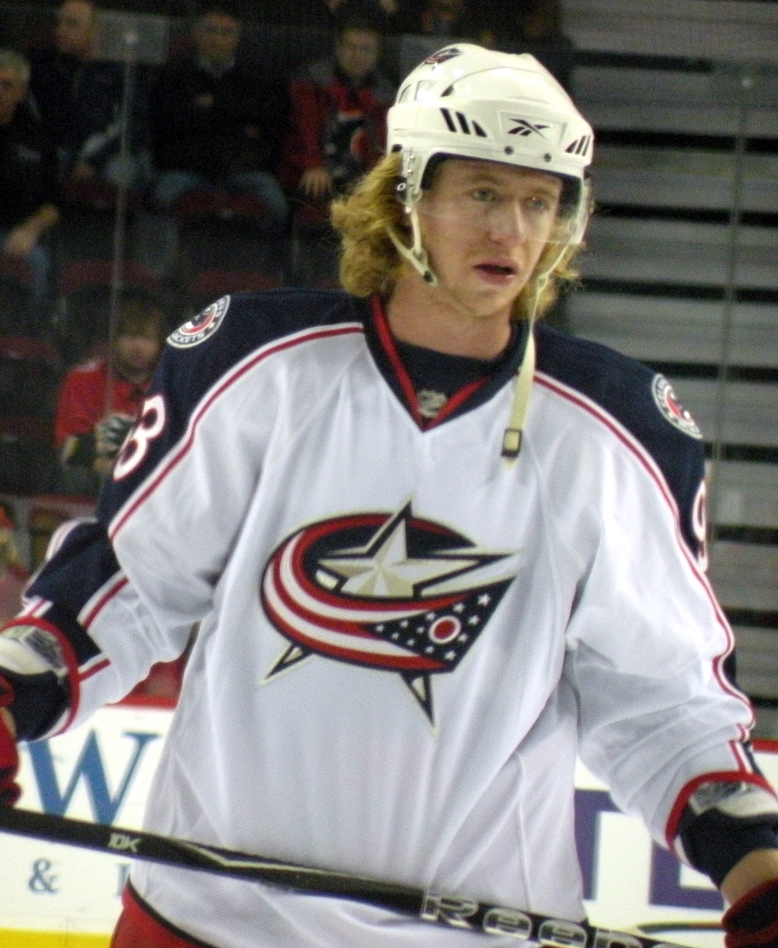
Jakub Voráček byl draftován ze 7. místa v roce 2007.

|  | Hráči kteří hráli nejméně jeden zápas v NHL |
|  | Hráči kteří si zahráli v NHL All-Star Game  |

| Rok  | Kolo | Místo | Hráč                      | Pozice              |
| ---- | ---- | ----- | ------------------------- | ------------------- |
| 2000 | 1    | 4     | Rostislav Klesla          | Obránce             |
| 2000 | 3    | 69    | Ben Knopp                 | Útočník             |
| 2000 | 5    | 133   | Petteri Nummelin          | Obránce             |
| 2000 | 5    | 138   | Scott Heffernan           | Obránce             |
| 2000 | 5    | 150   | Tyler Kolarik             | Centr               |
| 2000 | 6    | 169   | Shane Bendera             | Brankář             |
| 2000 | 7    | 200   | Janne Jokila              | Levé křídlo         |
| 2000 | 8    | 231   | Pete Zingoni              | Centr               |
| 2000 | 9    | 278   | Martin Paroulek           | Levé křídlo         |
| 2000 | 9    | 286   | Andrej Nedorost           | Centr               |
| 2000 | 9    | 292   | Louis Mandeville          | Obránce             |
| 2001 | 1    | 8     | Pascal Leclaire           | Brankář             |
| 2001 | 2    | 38    | Tim Jackman               | Pravé křídlo        |
| 2001 | 2    | 53    | Kiel McLeod               | Pravé křídlo        |
| 2001 | 3    | 85    | Aaron Johnson             | Obránce             |
| 2001 | 3    | 87    | Per Mars                  | Centr               |
| 2001 | 5    | 141   | Cole Jarrett              | Obránce             |
| 2001 | 6    | 173   | Justin Aikins             | Pravé křídlo        |
| 2001 | 6    | 187   | Artem Vostrikov           | Centr               |
| 2001 | 7    | 204   | Raffaele Sannitz          | Centr               |
| 2001 | 8    | 236   | Ryan Bowness              | Pravé křídlo        |
| 2001 | 8    | 242   | Andrew Murray             | Centr               |
| 2002 | 1    | 1     | Rick Nash                 | Levé křídlo         |
| 2002 | 2    | 41    | Joakim Lindstrom          | Levé křídlo         |
| 2002 | 3    | 65    | Ole-Kristian Tollefsen    | Obránce             |
| 2002 | 3    | 96    | Jeff Genovy               | Centr               |
| 2002 | 4    | 98    | Ivan Tkačenko             | Pravé křídlo        |
| 2002 | 4    | 119   | Jekabs Redlihs            | obránce             |
| 2002 | 5    | 133   | Lasse Pirjeta             | Levé křídlo         |
| 2002 | 6    | 168   | Tim Konsorada             | Pravé křídlo        |
| 2002 | 6    | 184   | Jaroslav Balaštík         | Levé křídlo         |
| 2002 | 7    | 199   | Greg Mauldin              | Pravé křídlo        |
| 2002 | 7    | 225   | Steven Goertzen           | Pravé křídlo        |
| 2002 | 8    | 231   | Jaroslav Kracík           | Pravé křídlo        |
| 2002 | 9    | 263   | Sergej Mozjakin           | Levé křídlo         |
| 2003 | 1    | 4     | Nikolaj Žerděv            | Pravé křídlo        |
| 2003 | 2    | 46    | Dan Fritsche              | Centr               |
| 2003 | 3    | 71    | Dmitrij Kosmačev          | Obránce             |
| 2003 | 4    | 103   | Kevin Jarman              | Útočník             |
| 2003 | 4    | 104   | Philippe Dupuis           | Centr               |
| 2003 | 5    | 138   | Arsi Piispanen            | Centr               |
| 2003 | 6    | 168   | Marc Methot               | Obránce             |
| 2003 | 7    | 200   | Alexandr Guskov           | Obránce             |
| 2003 | 8    | 233   | Mathieu Gravel            | Pravé křídlo        |
| 2003 | 9    | 283   | Trevor Hendrikx           | obránce             |
| 2004 | 1    | 8     | Alexandre Picard          | Levé křídlo         |
| 2004 | 2    | 46    | Adam Pineault             | Pravé křídlo        |
| 2004 | 2    | 59    | Kyle Wharton              | Obránce             |
| 2004 | 3    | 93    | Dan LaCosta               | Brankář             |
| 2004 | 3    | 96    | Andrej Plechanov          | Obránce             |
| 2004 | 5    | 133   | Petr Pohl                 | Pravé křídlo        |
| 2004 | 6    | 167   | Robert Page               | Obránce             |
| 2004 | 6    | 190   | Lennart Petrell           | Centr               |
| 2004 | 7    | 198   | Justin Vinneau            | Obránce             |
| 2004 | 8    | 231   | Brian McGuirk             | Levé křídlo         |
| 2004 | 8    | 233   | Matt Greer                | Levé křídlo         |
| 2004 | 9    | 271   | Grant Clitsome            | Obránce             |
| 2005 | 1    | 6     | Gilbert Brulé             | Centr               |
| 2005 | 2    | 55    | Adam McQuaid              | Obránce             |
| 2005 | 3    | 67    | Kris Russell              | Obránce             |
| 2005 | 4    | 101   | Jared Boll                | Pravé křídlo        |
| 2005 | 5    | 131   | Tomáš Pöpperle            | Brankář             |
| 2005 | 6    | 177   | Derek Reinhart            | Obránce             |
| 2005 | 6    | 189   | Kirill Starkov            | Levé křídlo         |
| 2005 | 7    | 201   | Trevor Hendrikx           | Obránce             |
| 2006 | 1    | 6     | Derick Brassard           | Centr               |
| 2006 | 3    | 69    | Steve Mason               | Brankář             |
| 2006 | 3    | 85    | Tom Sestito               | Levé křídlo         |
| 2006 | 4    | 113   | Ben Wright                | Obránce             |
| 2006 | 5    | 129   | Bobby Nyholm              | Pravé křídlo        |
| 2006 | 5    | 136   | Nick Sucharski            | Levé křídlo         |
| 2006 | 5    | 142   | Maxime Frechette          | Obránce             |
| 2006 | 6    | 159   | Jesse Dudas               | Obránce             |
| 2006 | 7    | 189   | Derek Dorsett             | Pravé křídlo        |
| 2006 | 7    | 194   | Matt Marquardt            | Levé křídlo         |
| 2007 | 1    | 7     | Jakub Voráček             | Pravé křídlo        |
| 2007 | 2    | 37    | Stefan Legein             | Pravé křídlo        |
| 2007 | 2    | 53    | Will Weber                | Obránce             |
| 2007 | 3    | 68    | Jake Hansen               | Pravé křídlo        |
| 2007 | 4    | 94    | Maxim Majorov             | Levé křídlo         |
| 2007 | 6    | 158   | Allen York                | Brankář             |
| 2007 | 7    | 211   | Trent Vogelhuber          | Pravé křídlo        |
| 2008 | 1    | 6     | Nikita Filatov            | Levé křídlo         |
| 2008 | 2    | 37    | Cody Goloubef             | Obránce             |
| 2008 | 4    | 107   | Steven Delisle            | Obránce             |
| 2008 | 4    | 118   | Drew Olson                | Obránce             |
| 2008 | 5    | 127   | Matthew Calvert           | Levé křídlo         |
| 2008 | 5    | 135   | Tomáš Kubalík             | Pravé křídlo        |
| 2008 | 5    | 137   | Brent Regner              | Obránce             |
| 2008 | 6    | 157   | Cameron Atkinson          | Pravé křídlo        |
| 2008 | 7    | 187   | Sean Collins              | Centr               |
| 2009 | 1    | 21    | John Moore                | Obránce             |
| 2009 | 2    | 56    | Kevin Lynch               | Centr               |
| 2009 | 4    | 94    | David Savard              | Obránce             |
| 2009 | 5    | 137   | Thomas Larkin             | Obránce             |
| 2009 | 6    | 167   | Anton Blomqvist           | Obránce             |
| 2009 | 7    | 197   | Kyle Neuber               | Pravé křídlo        |
| 2010 | 1    | 4     | Ryan Johansen             | Centr               |
| 2010 | 2    | 34    | Dalton Smith              | Levé křídlo         |
| 2010 | 2    | 55    | Petr Straka               | Levé křídlo         |
| 2010 | 4    | 94    | Brandon Archibald         | Obránce             |
| 2010 | 4    | 102   | Mathieu Corbeil-Theriault | Brankář             |
| 2010 | 5    | 124   | Austin Madaisky           | Obránce             |
| 2010 | 6    | 154   | Dalton Prout              | Obránce             |
| 2010 | 7    | 184   | Martin Ouellette          | Brankář             |
| 2011 | 2    | 37    | Boone Jenner              | Centr               |
| 2011 | 3    | 67    | T.J. Tynan                | Centr               |
| 2011 | 4    | 98    | Mike Reilly               | Obránce             |
| 2011 | 5    | 128   | Seth Ambroz               | Pravé křídlo        |
| 2011 | 6    | 158   | Lukáš Sedlák              | Centr               |
| 2011 | 7    | 188   | Anton Forsberg            | Brankář             |
| 2012 | 1    | 2     | Ryan Murray               | Obránce             |
| 2012 | 31   | 2     | Oscar Dansk               | Brankář             |
| 2012 | 3    | 62    | Joonas Korpisalo          | Brankář             |
| 2012 | 4    | 95    | Josh Anderson             | Levé křídlo         |
| 2012 | 6    | 152   | Daniel Zaar               | Levé a pravé křídlo |
| 2012 | 7    | 182   | Gianluca Curcuruto        | Obránce             |